# 连多
连多，是西班牙坎塔布里亚的一个市镇。总面积26平方公里，总人口889人（2001年），人口密度34人/平方公里。